# Polygyra caloosaensis
Polygyra caloosaensis is een uitgestorven  slakkensoort uit de familie van de Polygyridae. De wetenschappelijke naam van de soort werd voor het eerst geldig gepubliceerd in 1899 door C. W. Johnson.